# Rosepine
Rosepine – miasto w Stanach Zjednoczonych, w stanie Luizjana, w parafii Vernon.